# Marie Tomsová
Marie Tomsová, rozená Baťková (* 25. června 1952, Praha) je česká moderátorka, bývalá televizní hlasatelka a příležitostná herečka.

## Život
Narodila se v Praze, krátce po jejím narození se však přestěhovala s rodiči do Chrudimi, kde dělal její otec lékaře. Vystudovala gymnázium, dále se pak hlásila na UMPRUM. Nakonec však vystudovala český jazyk a výtvarnou výchovu na Filozofické fakultě Univerzity Karlovy v Praze. Po absolvování vysoké školy nastoupila do podniku Sportpropag, kde se od své kolegyně dozvěděla, že ČST pořádá konkurz na televizní hlastelku. Konkurzu se v roce 1976 zúčastnila a uspěla. Televizní hlasatelkou byla od roku 1977 do roku 1995. Kromě toho moderovala také plesy, estrády a různé jiné společenské akce. Vystupovala i v několika filmech, kde hrála samu sebe. 
Po odchodu z České televize začala spolu s Hanou Heřmánkovou, Marií Retkovou, Stanislavou Lekešovou a Milenou Vostřákovou moderovat pořad Dámský klub na Frekvenci 1. Působila také v dabingu, namlouvala různé komentáře a hlasové reklamy.
V roce 1998 začala uvádět spolu s Jiřím Datlem Novotným pořad Prima jízda na TV Prima. Vystupovala také v zájezdovém představení Hlasatelky v akci spolu se Saskií Burešovou a Milenou Vostřákovou, kterou po její smrti nahradil Alexander Hemala. Od roku 2020 moderuje svůj pravidelný nedělní pořad na ČRo Pardubice Neděle Marie Tomsové.
V roce 2014 začala moderovat pořad Dámský klub s Marii Retkovou na televizi Relax.
V roce 1976 se provdala za právníka JUDr. Miloše Tomse, se kterým má dva syny.

## Televizní role
- 1980 – Jen si tak trochu písknout
- 1985 – Když vy jste taková jiná...
- 1989 – Slunce, seno a pár facek
- 1990 – Taneční zábava
- 1992 – Ecce Constantia